# 旧圣让 (大西洋比利牛斯省)
旧圣让（法語：Saint-Jean-le-Vieux，法語發音：[sɛ̃ ʒɑ̃ lə vjø] ⓘ）是法国大西洋比利牛斯省的一个市镇，属于巴约讷区。

## 地理
旧圣让（43°9'55"N, 1°11'36"W）面积11.64 平方千米，位于法国新阿基坦大区大西洋比利牛斯省，该省份为法国东南部省份，涵盖了贝阿恩与北巴斯克，西临大西洋比斯開灣，北至朗德省，东北接热尔省，东临上比利牛斯省，南与西班牙接壤。
与旧圣让接壤的市镇（或旧市镇、城区）包括：阿阿克斯-阿尔谢特-巴斯卡桑、安西勒、比叙纳里茨-萨拉斯凯特、比斯坦斯-伊里贝里、萨罗、伊斯普尔、雅克叙、圣让皮耶德波尔。

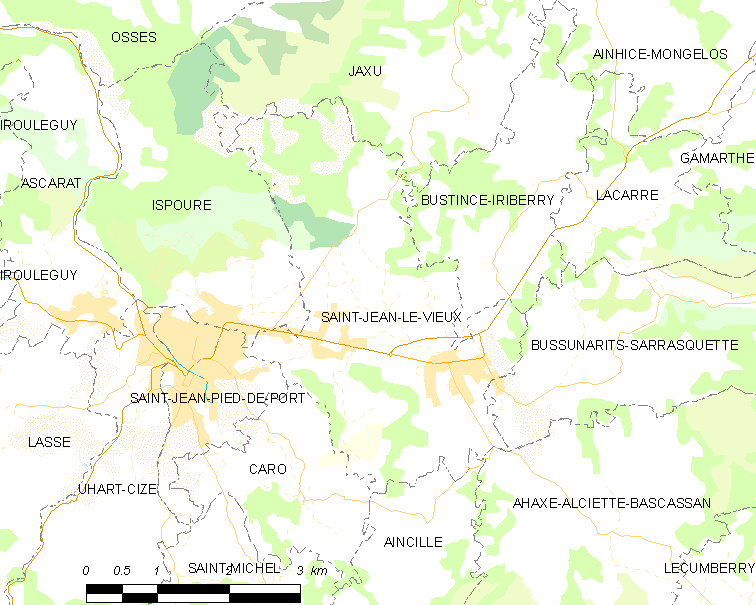
的OSM定位图

旧圣让的时区为UTC+01:00、UTC+02:00（夏令时）。

## 行政
旧圣让的邮政编码为64220，INSEE市镇编码为64484。

## 政治
旧圣让所属的省级选区为巴斯克山地县。

## 人口

1962-2008年间人口变化图示

旧圣让于2022年1月1日时的人口数量为878人。